# Jurij Krawtschenko

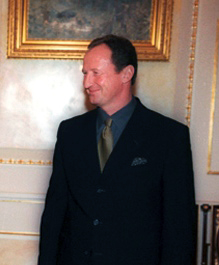
Jurij Krawtschenko im Jahr 2000

Jurij Fedorowytsch Krawtschenko (ukrainisch Юрій Федорович Кравченко, wiss. Transliteration Jurij Fedorovyč Kravčenko; * 5. März 1951 in Oleksandrija, Oblast Kirowohrad; † 4. März 2005 in Kiew) war ein Politiker und der ehemalige Innenminister der Ukraine. Kurz vor einer Befragung zum Mord an dem Journalisten Heorhij Gongadse wurde er tot aufgefunden.

## Leben
Krawtschenko wurde 1951 in eine Arbeiterfamilie der sowjetischen Zentralukraine geboren und schloss 1970 zunächst eine technische Fachoberschule ab, bevor er seinen zweijährigen Armeedienst ableistete. Nach dessen Beendigung arbeitete er von 1972 bis 1974 als Elektriker in einer Kirowohrader Schreibmaschinenfabrik. Zu dieser Zeit war er bereits verheiratet und hatte zwei Töchter.
1974 ließ Krawtschenko die Arbeit in der Industrie hinter sich zurück und begann in Gorki (heute Nischni Nowgorod) ein Jurastudium an der Polizeiakademie des Innenministeriums der russischen Sowjetrepublik. Nach dem Abschluss 1976 begann er seine Karriere als Inspektor und stieg in den Folgejahren bis zum Chef der Polizeibehörde der Oblast Kirowohrad auf. Dabei spezialisierte er sich seit den 1980er Jahren auf die Bekämpfung der Drogenkriminalität. Als die Ukraine 1991 unabhängig wurde, kam ihm seine regionale, rein ukrainische Karriere zugute; er blieb zunächst in seiner Position und stieg im Dezember 1992 zum Leiter der nationalen Kriminalpolizeibehörde auf. Im Dezember 1995 wurde er Chef der landesweiten Zollkommission.
1998 veröffentlichte Krawtschenko an der Universität des Innenministeriums seine Kandidaturdissertation mit dem Titel Aktuelle Probleme bei der Reform der Organe des Innenministeriums (organisatorisch-rechtliche Fragen) (Актуальні проблеми реформування органів внутрішніх справ України (організаційно-правові питання)).
Nach der Wahl Leonid Kutschmas zum Präsidenten der Ukraine im Juli 1994 erhielt Krawtschenko 1995 den Posten des Innenministers in der neuen Regierung. Bis zum Ende seiner Amtszeit im März 2001 reduzierte sich die Kriminalitätsrate von Jahr zu Jahr, auch wenn die Organisierte Kriminalität nach wie vor im ganzen Land verbreitet war. Krawtschenko genoss als einer von wenigen Politikern Präsident Kutschmas volles Vertrauen; Kritiker aus Opposition und Presse warfen Krawtschenko seit 1997 vor, seine polizeiliche Macht einseitig zu Ungunsten von Kutschma-Gegnern einzusetzen und forderten verstärkt seinen Rücktritt.
Als im September 2000 der georgisch-ukrainische Journalist Heorhij Gongadse verschwand und im November desselben Jahres tot aufgefunden wurde, geriet Krawtschenko in den Verdacht der Mittäterschaft: Sozialistenführer Oleksandr Moros veröffentlichte Ende November 2000 den Tonbandmitschnitt eines Gesprächs, aus dem die Planung des Mordes an Gongadse hervorging. Als Teilnehmer des Gesprächs wurden Präsident Leonid Kutschma, der Leiter der Präsidialverwaltung Wolodymyr Lytwyn und Krawtschenko vermutet. Kutschma bestritt die Vorwürfe; der Mordfall wurde bis zum Ende von Kutschmas Amtszeit im Jahr 2005 nicht aufgeklärt.
Nach dem Ausscheiden aus dem Innenministerium 2001 wechselte Krawtschenko in die Führung der Oblastverwaltung in Cherson; vor und nach dieser Tätigkeit lagen mehrmonatige Zwischenspiele als Direktor eines rechtswissenschaftlichen Instituts. Seit Dezember 2002 leitete er die nationale Steuerbehörde der Ukraine, bis er am 11. Juni 2004 bei Präsident Kutschma seinen Abschied einreichte.
Im selben Jahr promovierte er zum Doktor der Rechtswissenschaften.
Nach dem Ende der Präsidentschaft Leonid Kutschmas und der Amtsübernahme durch Wiktor Juschtschenko im Januar 2005 nahm die Staatsanwaltschaft die Ermittlungen im Fall Gongadse neu auf. Anfang März 2005 wurde bekanntgegeben, dass die Haupttäter identifiziert seien, und zwei Verdächtige wurden festgenommen. Für Freitag, den 4. März 2005 war eine Vernehmung von Jurij Krawtschenko angesetzt. Am Morgen desselben Tages wurde er mit zwei Schusswunden am Kopf tot in seiner Datscha im Kiewer Ortsteil Kontscha-Saspa aufgefunden. Nach Aussagen des Innenministers Jurij Luzenko sei eine Kugel durch Kinn und Kiefer gegangen, die zweite quer durch den Schädel. Der Minister schloss Suizid nicht aus; es wurde ein kurzes Abschiedsschreiben gefunden, in dem Krawtschenko Kutschma beschuldigt:
„Meine Lieben, ich bin unschuldig. Verzeiht mir. Ich bin das Opfer politischer Intrigen von Präsident Kutschma und seiner Umgebung geworden. Ich verlasse Euch mit einem reinen Gewissen. Lebt wohl.“
Der ukrainisch-amerikanische Historiker Serhii Plokhy zweifelt die Suizidthese an und bezeichnet die Umstände von Krawtschenkos Tod als "dubios".

## Veröffentlichungen
- Die Miliz der Ukraine (Міліція України, 1999)